# Bernhard Weiß (prawnik)
Bernhard Weiß (ur. 30 lipca 1880 w Berlinie, zm. 29 lipca 1951 w Londynie) – niemiecki prawnik pochodzenia żydowskiego, wiceprezydent berlińskiej policji (1927–1932).